# Otto von Essen
Otto Ludwig Rudolph Heinrich von Essen (* 20. Mai 1898 in Hamburg; † 6. Februar 1983 ebenda) war ein deutscher Phonetiker.

## Leben
Vor 1921 arbeitete Essen als Volksschullehrer in Hamburg. Anschließend war er von 1921 bis 1928 Lehrer an deutschen Schulen in Südwestafrika, u. a. in Windhoek, und arbeitete mit stimm- und sprechgestörten Kindern. Danach studierte er bis 1934 Phonetik in Deutschland und schloss mit seiner Promotion ab. Später war er Mitarbeiter im Phonetischen Laboratorium Hamburg, das im Jahr 1909 von Carl Meinhof gegründet worden war.
Im Jahr 1938 wurde Essen habilitiert und übernahm 1949 die Leitung des Laboratoriums. In den Jahren von 1950 bis 1966 war er als Nachfolger von Giulio Panconcelli-Calzia (1878–1966) Extraordinarius für Phonetik an der Universität Hamburg. In den 1950er Jahren war er auch 1. Vorsitzender der „Arbeitsgemeinschaft für Sprachheilpädagogik in Deutschland“.
Otto von Essen bemühte sich sowohl um die Vermehrung der wissenschaftlichen Erkenntnis als auch gleichzeitig um die Hilfe   sprachgeschädigter Menschen. Besonders nach seinem Auslandsaufenthalt wurde die traditionelle Verbindung zwischen afrikanischen und Südseesprachen einerseits und der Phonetik andererseits intensiv gepflegt. Beide Seiten haben dabei profitiert. Ohne die Möglichkeit eines Phonetischen Laboratoriums hätten jedoch keine grundlegenden experimentellen Untersuchungen durchgeführt werden können und somit wäre manch eine Arbeit über jene Sprachen nicht erschienen.

## Werke
- Grundbegriffe der Phonetik. Ein Repetitorium der Phonetik für Sprachheilpaedagogen, 3., erweiterte Auflage, Berlin-Charlottenburg: Marhold, 1972, ISBN 3-7864-0967-6.
- Allgemeine und Angewandte Phonetik. 5., neubearb. u. erw. Auflage, Berlin (Akademie Verlag), 1979, ISBN 3-05-002105-5
- Grundzüge der hochdeutschen Satzintonation, 2. Auflage, 1964, Bestell-Nr.: 27951.
- Träumereien von Otto von Essen, Windhuk 1922